# Tulisa, la hija del leñador
Tulisa, la hija del leñador es una leyenda india del Somadeva Bhaṭṭa. El cuento relata la historia de la hija de un leñador que oye una voz en una fuente que le dice: "¿Quieres ser mi esposa?" A la tercera vez, ella le menciona el incidente con la voz a su padre —un leñador—, a quien la voz promete una gran riqueza. La voz resulta ser la de un rey serpiente que Tulisa conoce por la noche pero nunca ve. Poco después del matrimonio de la hija, su padre se hace rico, despertando los celos de los vecinos. Después de muchas vueltas la historia culmina con Tulisa y su esposo el príncipe Basnak Dau vestido con ropas reales.

## Fuente
El folclorista francés Emmanuel Cosquin afirmó que el cuento fue recogido por primera vez en 1833, de una lavandera en Benares (Varanasi).

## Títulos alternativos
La historia es también conocida como La Historia de Tulisa, La Hija del Leñador (Die Holzbauer Tochter), Tulisa und Basnak Dau y La Hija del Leñador y la Voz Misteriosa.

## Traducciones
El cuento fue publicado en Occidente en alemán como Tulisa and Basnak Dau en las selecciones de Hermann Brockhaus del Somadeva Bhaṭṭa (Leipzig, 1843) y distribuido ampliamente a través de la revista Ausland (también 1843), y publicado en inglés en fuentes como Household Tales from the East en la Revista de la Universidad de Dublín en 1869.

## Similitudes con cuentos populares europeos
Los comentaristas posteriores vieron elementos comunes con el cuento Cupido y Psique.
El académico alemán Johann Georg von Hahn, en su libro Griechische und Albanesische Märchen reconoce la historia de Tulisa como un sorprendente paralelo a la de Cupido y Psique.
El folclorista Joseph Jacobs, en su libro El Libro de Hadas de Europa, menciona que el cuento de Tulisa tiene alguna conexión con el mito greco-romano de Cupido y Psique, escrito por Apuleyo en El Asno de Oro. En los comentarios sobre su reconstrucción del difundido cuento de El Novio Invisible (índice Aarne-Thompson-Uther ATU 425B), nota muchas similitudes entre ambas historias: el marido invisible; la violación del tabú; las tareas de la suegra; el triunfo de la esposa al final.
El filólogo alemán Ludwig Friedländer incluyó La Historia de Tulisa en el ciclo de historias de "Cupido y Psique" (que más tarde se conoció como "La Búsqueda del Marido Perdido").
Los folcloristas Johannes Bolte y Jiri Polivka, en su Anmerkungen zu den Kinder- u. hausmärchen der brüder Grimm, segundo volumen, enumeran el cuento de Tulisa como una variante del cuento popular alemán The Singing, Springing Lark, recogido por los Hermanos Grimm. El cuento alemán es en sí mismo una variante del mito de Cupido y Psique.